# Carabus rugosus celtibericus
Carabus rugosus celtibericus é uma subespécie de insetos coleópteros pertencente à família Carabidae.
A autoridade científica da subespécie é Germar, tendo sido descrita no ano de 1824.
Trata-se de uma subespécie presente no território português, nomeadamente em Portugal Continental. Está ausente da Madeira e dos Açores. Possui os seguintes sinónimos:
- Carabus rugosus pseudoboeticus Lassalle 1986
- Carabus rugosus brannani Schaufuss 1871
- Carabus rugosus laufferi Breuning 1927

Trata-se de um endemismo da Península Ibérica.